# Giovanni Battista Tenani
Giovanni Battista Tenani (Guarda Veneta, 1º luglio 1831 – Guarda Veneta, 7 dicembre 1892) è stato un politico e militare italiano.
Militare di carriera, venne eletto nella IX legislatura del Regno d'Italia, rimanendo parlamentare fino alla morte saltando soltanto la XII legislatura, e ricoprendo l'incarico di vicepresidente della camera nella XVII legislatura.

## Biografia
Tenani, nato e cresciuto con la famiglia a Guarda Veneta, a quel tempo territorio del Regno Lombardo-Veneto e parte quindi dell'Impero austriaco, coltivò fin da giovanissimo idee irredentiste e all'inizio dei moti del 1848, ancora adolescente, decise di arruolarsi tra le forze di difesa dell'effimera Repubblica di San Marco durante l'assedio di Venezia da parte delle forze austriache.
Dopo la sconfitta decise di intraprendere studi universitari frequentando la facoltà di giurisprudenza senza tuttavia rinunciare alle sue idee.
Nel 1859 lo troviamo esulo volontario in Piemonte e da semplice soldato d'artiglieria in poco tempo riesce a raggiungere il grado di capitano e  guadagnare una medaglia al valor militare. In quel periodo partecipa alla Seconda guerra d'indipendenza italiana e nelle file del Corpo Volontari Italiani alla Terza guerra d'indipendenza, che si conclude nel 1866 con l'annessione del Veneto al Regno d'Italia.
A conflitto concluso rinuncia al suo grado militare e nelle prime elezioni del dicembre fu eletto deputato per il Partito liberale moderato nel consiglio elettorale di Rovigo e confermato poi nelle elezioni generali del 1867 e del 1870. Nella Camera dei Deputati acquistò ben presto autorità e simpatia anche fra gli avversari, restando in carica per otto anni consecutivi.
Sullo scorcio del 1871 fu scelto a far parte della commissione incaricata di riferire sul progetto di legge portante una spesa straordinaria da
ripartirsi nei bilanci 1873-1881 per nuove armi, provvigioni da guerra e lavori di difesa dello Stato. L'onorevole Farini riferì sulla prima parte del progetto e Tenani elaborò la relazione sulla difesa alpina dell'Italia.
Anche in favore degli interessi locali si prestò con zelo e con frutto, cooperando al felice scioglimento della questione sui compensi dei danni dell'ultima guerra e ottenendo per la città di Rovigo l'istituzione dì un distretto militare.
Nel 1874, avversato dal partito progressista, non riesce a farsi riconfermare al governo dovendo quindi rinunciare alla XII legislatura, tuttavia nella seguente tornata elettorale, presentatosi nel seggio di Este-Monselice, riesce a tornare alla camera dei deputati rimanendovi negli anni a seguire fino alla sua morte, ricoprendo inoltre l'incarico di vicepresidente della camera nella XVII legislatura.